# Гремячка (Тамбовская область)
Гремячка — упразднённая деревня в Гавриловском районе Тамбовской области России.

## География
Урочище находится в восточной части Тамбовской области, в лесостепной зоне, в пределах Приволжской возвышенности, на расстоянии примерно 10 километров (по прямой) к северу от села Гавриловка 2-я, административного центра района.

### Климат
Климат умеренно континентальный, относительно сухой, с холодной продолжительной зимой и тёплым летом. Средняя температура воздуха самого холодного месяца (января) — −11,3 °C (абсолютный минимум — −43 °C); самого тёплого месяца (июля) — 19,7 °C (абсолютный максимум — 39 °С). Среднегодовое количество атмосферных осадков составляет около 500 мм. Продолжительность залегания снежного покрова составляет в среднем 140 дней.

## История
Основана в 1811 году. Согласно результатам переписи 2002 года, постоянное население в деревне отсутствовало. На момент упразднения входила в состав Пересыпкинского 2-го сельсовета. Упразднена в 2003 году.